# Leon Jaraczewski
Leon Jaraczewski (ur. 27 grudnia 1923 w Łyszkowicach, zm. 29 sierpnia 1993 w Łodzi) – polski lekkoatleta, sprinter.
Na pierwszych powojennych mistrzostwach Polski w 1945 zwyciężył w sztafecie 4 × 100 metrów, a w 1947 w biegu na 100 metrów i biegu na 200 metrów. Był również brązowym medalistą w 1946 w biegach na 100 metrów i na 200 metrów oraz w pięcioboju.
Rekordy życiowe:
| Konkurencja        | Data i miejsce              | Wynik    |
| ------------------ | --------------------------- | -------- |
| bieg na 100 metrów | 7 września 1946, Kraków     | 10,8     |
| bieg na 200 metrów | 22 czerwca 1947, Łódź       | 22,1     |
| skok w dal         | 28 lipca 1946, Radom        | 6,38     |
| pięciobój          | 6 października 1946, Poznań | 2070 pkt |

Był zawodnikiem AZS Łódź (1945-1947). Ukończył Technikum Włókienniczo-Mechaniczne w Łodzi w 1947.
Został pochowany na cmentarzu parafialnym Łódź-Ruda.